# Otostigmus inermipes
Otostigmus inermipes är en mångfotingart som beskrevs av Carl Oscar von Porat 1893. Otostigmus inermipes ingår i släktet Otostigmus och familjen Scolopendridae.
Artens utbredningsområde är Kamerun. Inga underarter finns listade i Catalogue of Life.